# Wereldbeker schaatsen 2018/2019 - Wereldbekerfinale
De wereldbeker schaatsen 2018/2019 wereldbekerfinale was de zesde en laatste wedstrijd van het wereldbekerseizoen en vond plaats op 9 en 10 maart 2019 in de Utah Olympic Oval te Salt Lake City, Verenigde Staten. Omdat het de wereldbekerfinale was, waren er bonuspunten te verdienen. Er stonden alleen klassieke afstanden op het programma.
Het ijs in Utah bleek dit weekend bijzonder snel. Er werden liefst zes wereldrecords verbroken. Pavel Koelizjnikov haalde op de 500 meter 0,37 seconde van zijn eigen wereldrecord af toen hij 33,61 reed. De tweede omloop waren de verwachtingen hoog gespannen, maar die reed hij echter op z'n gemakje. Kjeld Nuis reed twee wereldrecords. Op de 1000 meter haalde hij 0,22 seconde van de ruim tien jaar oude beste wereldtijd van Shani Davis af en zette het record op 1.06,18. Op de 1500 meter reed hij 1.40,17 en verbeterde het oude wereldrecord van Denis Joeskov met 0,85 seconde. Bij de dames reed Brittany Bowe 1.11,61 en was daarmee 0,48 sneller dan het oude wereldrecord van Nao Kodaira. Miho Takagi werd de eerste vrouw onder de 1.50 toen ze won in 1.49,83, ruim een seconde (1,02) onder het oude record van Heather Richardson. Martina Sáblíková scherpte haar eigen wereldrecord op de 3000 meter, dat ze een week eerder van Cindy Klassen had afgenomen, verder aan met 1,29 seconde tot 3.52,02.

## Tijdschema
| Datum            | Onderdeel                                                                                          |
| ---------------- | -------------------------------------------------------------------------------------------------- |
| Zaterdag 9 maart | 5000 m mannen 1e 500 m mannen 1e 500 m vrouwen 3000 m vrouwen 1000 m mannen 1000 m vrouwen         |
| Zondag 10 maart  | 1500 m vrouwen 1500 m mannen 2e 500 m vrouwen 2e 500 m mannen massastart vrouwen massastart mannen |

## Podia

### Mannen
| Wedstrijd  | Goud                       | Tijd              | Zilver                      | Tijd              | Brons                    | Tijd              |
| 1e 500 m   | Pavel Koelizjnikov Rusland | 33,61 WR          | Tatsuya Shinhama Japan      | 33,83             | Yuma Murakami Japan      | 34,11             |
| 2e 500 m   | Tatsuya Shinhama Japan     | 33,79             | Cha Min-kyu Zuid-Korea      | 34,03             | Yuma Murakami Japan      | 34,10             |
| 1000 m     | Kjeld Nuis Nederland       | 1.06,18 WR        | Thomas Krol Nederland       | 1.06,25           | Kai Verbij Nederland     | 1.06,34           |
| 1500 m     | Kjeld Nuis Nederland       | 1.40,17 WR        | Thomas Krol Nederland       | 1.40,54           | Denis Joeskov Rusland    | 1.41,49           |
| 5000 m     | Patrick Roest Nederland    | 6.03,70           | Marcel Bosker Nederland     | 6.08,90           | Ted-Jan Bloemen Canada   | 6.09,64           |
| Massastart | Ryosuke Tsuchiya Japan     | 69 punten 7.38,39 | Vital Michajlaw Wit-Rusland | 46 punten 7.41,21 | Simon Schouten Nederland | 20 punten 7.51,66 |

### Vrouwen
| Wedstrijd  | Goud                           | Tijd              | Zilver                         | Tijd              | Brons                       | Tijd              |
| 1e 500 m   | Nao Kodaira Japan              | 36,47             | Vanessa Herzog Oostenrijk      | 36,85             | Angelina Golikova Rusland   | 36,93             |
| 2e 500 m   | Nao Kodaira Japan              | 36,49             | Olga Fatkoelina Rusland        | 36,83(3)          | Vanessa Herzog Oostenrijk   | 36,83(5)          |
| 1000 m     | Brittany Bowe Verenigde Staten | 1.11,61 WR        | Miho Takagi Japan              | 1.11,71           | Nao Kodaira Japan           | 1.11,77           |
| 1500 m     | Miho Takagi Japan              | 1.49,83 WR        | Brittany Bowe Verenigde Staten | 1.50,32           | Jekaterina Sjichova Rusland | 1.50,63           |
| 3000 m     | Martina Sáblíková Tsjechië     | 3.52,02 WR        | Esmee Visser Nederland         | 3.54,02           | Natalja Voronina Rusland    | 3.54,06           |
| Massastart | Irene Schouten Nederland       | 60 punten 8.00,18 | Kim Bo-reum Zuid-Korea         | 40 punten 8.00,43 | Ivanie Blondin Canada       | 21 punten 8.00,54 |